# Sanook
Sanook.com es un portal web y un sitio web de noticias en tailandés con sede en Tailandia. Es uno de los sitios de internet más visitados del país y uno de los más antiguos en funcionamiento, ya que fue lanzado en 1998.
El sitio es operado por Tencent (Thailand) Co., Ltd., anteriormente conocido como Mweb (Tailandia) de 1998 a 2007, y Sanook Online hasta 2016, cuando se le cambió el nombre para reflejar su adquisición por parte de la empresa matriz Tencent, con sede en China. 

## Historia
Sanook.com fue fundada en 1998 por el empresario de internet tailandés Poramate Minsiri. En aquel entonces, la World Wide Web tailandesa todavía estaba en sus inicios, y Sanook, que comenzó como un directorio web, se convirtió en el primer portal web importante del país y rápidamente se convirtió en uno de sus sitios más visitados. Poramate experimentó y agregó características de acuerdo con las tendencias sociales; un ejemplo fue su colección de sugerencias para mensajes de mensáfonos. El nombre del sitio, de la palabra tailandesa que significa "diversión", así como su logotipo original (estilizado como SANOOK!), fueron inspirados en la imagen de la marca Yahoo!.
En mayo de 1999, Sanook fue adquirida por Naspers, con sede en Sudáfrica, que estaba creando una cartera de propiedades web globales como era la tendencia durante el auge de las Burbuja puntocom, a través de su subsidiaria MIH, por una suma no revelada, que se especulaba que estaría en el rango de varias decenas de millones de baht tailandeses.
Sanook.com, junto con otras propiedades web tailandesas, se convirtió en parte de la empresa Mweb (Tailandia), dirigida por Craig White. Mweb también lanzó otro portal web, Mweb.co.th, con el objetivo de desarrollarlo como una marca internacional al servicio de la región, a expensas de Sanook, una medida que fue impugnada por Poramate. Sin embargo, poco después, el estallido de la burbuja puntocom obligó a MIH a reducir sus operaciones, dejando a Mweb (Tailandia) en manos de ejecutivos tailandeses. Poramate se fue después de que terminó el plazo de su contrato y luego estableció Kapook.com, que se convertiría en uno de los principales competidores de Sanook.
En 2006, MIH transfirió sus participaciones en el operador de televisión por cable UBC y el proveedor de servicios de Internet KSC a True Corporation, dejando las propiedades web como las únicas operaciones restantes de Mweb en Tailandia. Para entonces, Mweb.co.th no había logrado establecerse y fue descontinuado, a favor de consolidar las propiedades web de la compañía bajo el dominio Sanook.com. La medida tuvo un gran éxito al mantener la posición de Sanook como el sitio web más visitado frente a su competidor en ascenso Kapook. Mweb (Tailandia) pasó a llamarse Sanook Online en 2007.
En octubre de 2010, la compañía multinacional china de Internet Tencent (que también es propiedad en parte de la matriz de Sanook, Naspers) adquirió una participación del 49,92% en Sanook Online por 81,7 millones de dólares de Hong Kong (10,52 millones de dólares estadounidenses). Los analistas tailandeses señalaron que se trataba de una cifra baja para el sitio web más popular del país, probablemente debido a su monto de déficit acumulado de 1.325 millones de baht (41 millones de dólares estadounidenses). Se consideró que la medida allanaba el camino para la expansión activa de Tencent en Tailandia. Krittee Manoleehagul fue nombrada directora general.
Tencent asumió la propiedad total de Sanook Online en 2012, que desde entonces ha lanzado varios productos nuevos. En 2016, la empresa pasó a llamarse Tencent (Tailandia). Además de operar Sanook.com, ahora supervisa las operaciones tailandesas de Joox y WeChat, así como otros servicios.
Sanook.com ha sido clasificado por el analizador de tráfico web Truehits como el sitio web tailandés más visitado por año consecutivo desde 2003 (cuando se anunció la clasificación por primera vez), excepto en 2013 cuando fue superado por Kapook.com.